# Kunzeana kunzei
Kunzeana kunzei är en insektsart som först beskrevs av David D. Gillette 1898.  Kunzeana kunzei ingår i släktet Kunzeana och familjen dvärgstritar. Inga underarter finns listade i Catalogue of Life.